# Blácaire mac Gofraid
Blácaire mac Gofraid (Nórdico antiguo: Blákári Guðrøðsson; m. 948) fue un líder vikingo que gobernó Dublín en el siglo X. Sucedió a su hermano Amlaíb mac Gofraid como rey en 939 después de que este último abandonara Dublín para gobernar Northumbria. En los primeros años de su reinado Blácaire dirigió ataques contra importantes emplazamientos cristianos en Clonmacnoise y Armagh, pero repetidos ataques delos irlandeses de Leinster en 943 y 944 concluyeron con el saqueo de Dublín. Un año más tarde Blácaire fue reemplazado (quizás debido a su incapacidad para defender la ciudad) por su primo Amlaíb Cuarán, que había sucedido al hermano de Blácaire en Northumbria en 941, pero había sido expulsado en 944.
Amlaíb se alió con Congalach Cnogba, rey de Brega y de los Uí Néill del sur, uno de los reyes irlandeses que había dirigido el ataque a Dublín en 944, y del que era posiblemente súbdito. Lucharon juntos contra los Uí Néill del norte en 947, pero fueron vencidos y los dublineses sufrieron numerosas bajas. Aquel año Blácaire fue capaz de recuperar el trono de Amlaíb e invirtió la alianza con Congalach. Los vikingos asaltaron el territorio de Congalach en 948, provocando una batalla en la que Blácaire perdió la vida. Con su rival muerto, Amlaíb partió hacia Inglaterra para recuperar Northumbria y su hermano Gofraid mac Sitriuc fue coronado rey en Dublín.

## Contexto
Las fuentes históricas principales para este periodo son las sagas nórdicas y los Anales irlandeses. Algunos de los anales, como los Anales de Úlster, se cree que son contemporáneos, mientras que las sagas fueron escritas abajo en fechas más tardías que los acontecimientos que describen y están consideradas mucho menos fiables. Unos cuantos de los anales como los Anales Fragmentarios de Irlanda y los Anales de los Cuatro Maestros son también compilaciones posteriores, en parte de material más contemporáneo y en parte de fragmentos de sagas. Según Downham: "aparte de estas adiciones [de fragmentos de saga], las crónicas irlandesas están consideradas por los académicos como registros cuidadosos, aunque parciales en su presentación de acontecimientos".

## Biografía
Blácaire aparece por vez primera en el registro histórico en 940 cuándo los Anales de Clonmacnoise registran que, tras la partida de Amlaíb mac Gofraid hacia Northumbria en 939, Blácaire llegó a Dublín para tomar el control. Downham especula que la partida del primo de Amlaíb y Blácaire, Amlaíb Cuarán (que sucedió a Amlaíb en Northumbria en 941) podía haber envalentonado a los reyes irlandeses del norte Leinster, llevándoles a desafiar la autoridad del Reino de Dublín en la zona. Blácaire reaparece en 942 cuando se le describe atacando Clonmacnoise, un importante sitio cristiano en Meath. Al año siguiente, Blácaire es recordado dirigiendo un ataque en Armagh, derrotando a un ejército de los Uí Néill del Norte y matando su rey Muirchertach mac Néill en el camino de Ardee. Aquel año mismo Lorcán mac Fáelán, rey de Leinster, dirigió un ataque contra los vikingos de Dublín y, pese a ganar la batalla, murió en el enfrentamiento. En 944, el sucesor de Lorcán, Bran Fionn mac Máelmórda, aliado de Congalach Cnogba, rey de Brega y de los Uí Néill del sur, atacó Dublín. Los vikingos fueron derrotados y Dublín saqueado, aunque los relatos difieren acerca de los daños.
El año después del saqueo Blácaire fue expulsado de Dublín y reemplazado como gobernante por su primo Amlaíb Cuarán, quizás como consecuencia de su fracaso. Amlaíb había sucedido al hermano de Blácaire en Northumbria en 941, pero fue expulsado de Inglaterra en 944 por Edmundo I. Amlaíb se unió a Congalach, del que pudo haber sido cliente y, a comienzos de 945 se aliaron para atacara Ruaidrí ua Canannáin del Cenél Conaill. Ambos bandos se enfrentaron en 947 con victoria para Ruaidrí, sufriendo numerosas bajas los vikingos de Dublín. Poco después de esta derrota Blácaire fue capaz de recuperar Dublín y su rival Amlaíb fue desposeído del poder. En 948 tuvieron lugar ataques vikingos contra las tierras de Congalach en Brega y el territorio de los Uí Néill del sur. Blácaire murió durante una batalla contra las fuerzas de Congalach en la que numerosos dublineses fueron tomados como cautivos. La muerte de Blácaire permitió a Amlaíb Cuarán recuperar el poder, y partió rápidamente a Inglaterra para reclamar el trono de Northumbria, que había sido recapturado por los vikingos de Eric Bloodaxe en 947. El hermano de Amlaíb, Gofraid mac Sitriuc sucedió a Blácaire como rey en Dublín.

## Familia
El padre de Blácaire es identificable como Gofraid, que también fue rey de Dublín entre 921 y 934, y gobernó brevemente Northumbria en 927. En los anales Gofraid es identificado por el uso de "ua Ímair", significando "nieto de Ímar", pero nunca con un patronímico. Como tal, no es posible identificar cuál de los tres hijos conocidos de Ímar (Bárid, Sichfrith o Sitriuc) – si es que es alguno de ellos– era el padre de Gofraid. Ímar, posiblemente idéntico a Ivar sin Huesos, fue el fundador del Uí Ímair y fue uno de los primeros reyes de Dublín a mediados del siglo IX. Otros tres individuos son identificables como hijos de Gofraid. Albann fue asesinado en batalla contra Muirchertach mac Néill en 926. Amlaíb, Rey de Dublín y Northumbria, era otro hijo, al igual que Ragnall mac Gofraid que gobernó Northumbria en 943 y 944, probablemente junto con su primo Olaf Cuarán, hasta que fueron expulsados por Edmundo de Inglaterra.

### Citas
1. ↑  Radner, pp. 322–325
2. ↑  Downham, p. 12
3. ↑  Annals of Clonmacnoise, a.a. 940
4. ↑  Downham, pp. 43–47
5. ↑  Annals of Clonmacnoise, a.a. 942
6. ↑  Annals of Ulster, a.a. 943
7. ↑  Downham, pp. 43–47, 248
8. ↑  Downham, p. 34
9. ↑  Downham, pp. 111–112, 238, 248, 253